# Cipasang
Cipasang is een bestuurslaag in het regentschap Sumedang van de provincie West-Java, Indonesië. Cipasang telt 3176 inwoners (volkstelling 2010).